# Wiener Rettungsmuseum

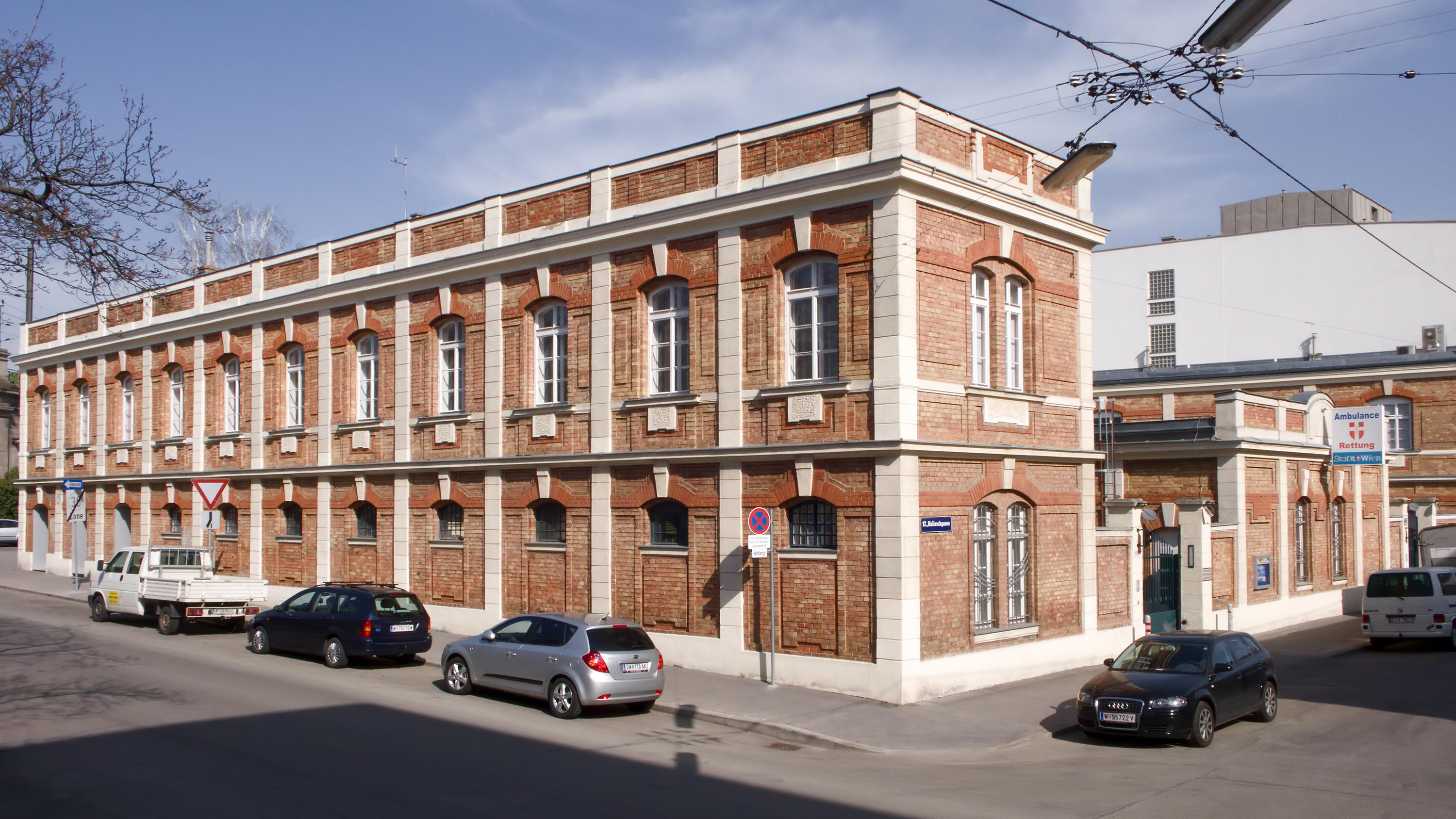
Rettungsstation Hernals mit dem Museum

Das Wiener Rettungsmuseum ist ein von der öffentlichen Hand betriebenes Museum im 17. Wiener Gemeindebezirk. Es befindet sich in der denkmalgeschützten Rettungsstation Hernals am Leopold-Kunschak-Platz (Gilmgasse 18, Zugang über Halirschgasse 12). 1991 gegründet, wurde es 2013 nach Reorganisation und Neuaufbau wiedereröffnet.
Seine Sammlung dokumentiert die Geschichte der Berufsrettung Wien von ihrer Gründung als Freiwilligenorganisation anlässlich des Ringtheaterbrands im Jahre 1881, das 386 Menschenleben kostete, bis zu ihrer Gegenwart als einzige Berufsrettung Österreichs. 300 Exponate (darunter alte Beatmungsgeräte, Defibrillatoren, Kommunikationsgeräte usw.) werden in drei Sälen dargeboten. Für Sonderausstellungen ist Platz in der Stallung. Im Hof stehen drei Rettungseinsatzwägen, von denen der älteste ein Opel Blitz ist und aus dem Jahr 1942 datiert.
Einlass wird gegen Voranmeldung gewährt, in der Regel für Gruppen. Führungen werden nach Vereinbarung bewerkstelligt. Im Rahmen der Langen Nacht der Museen ist das Museum auch ganztägig für Einzelpersonen zugänglich.